# アンタルヤ

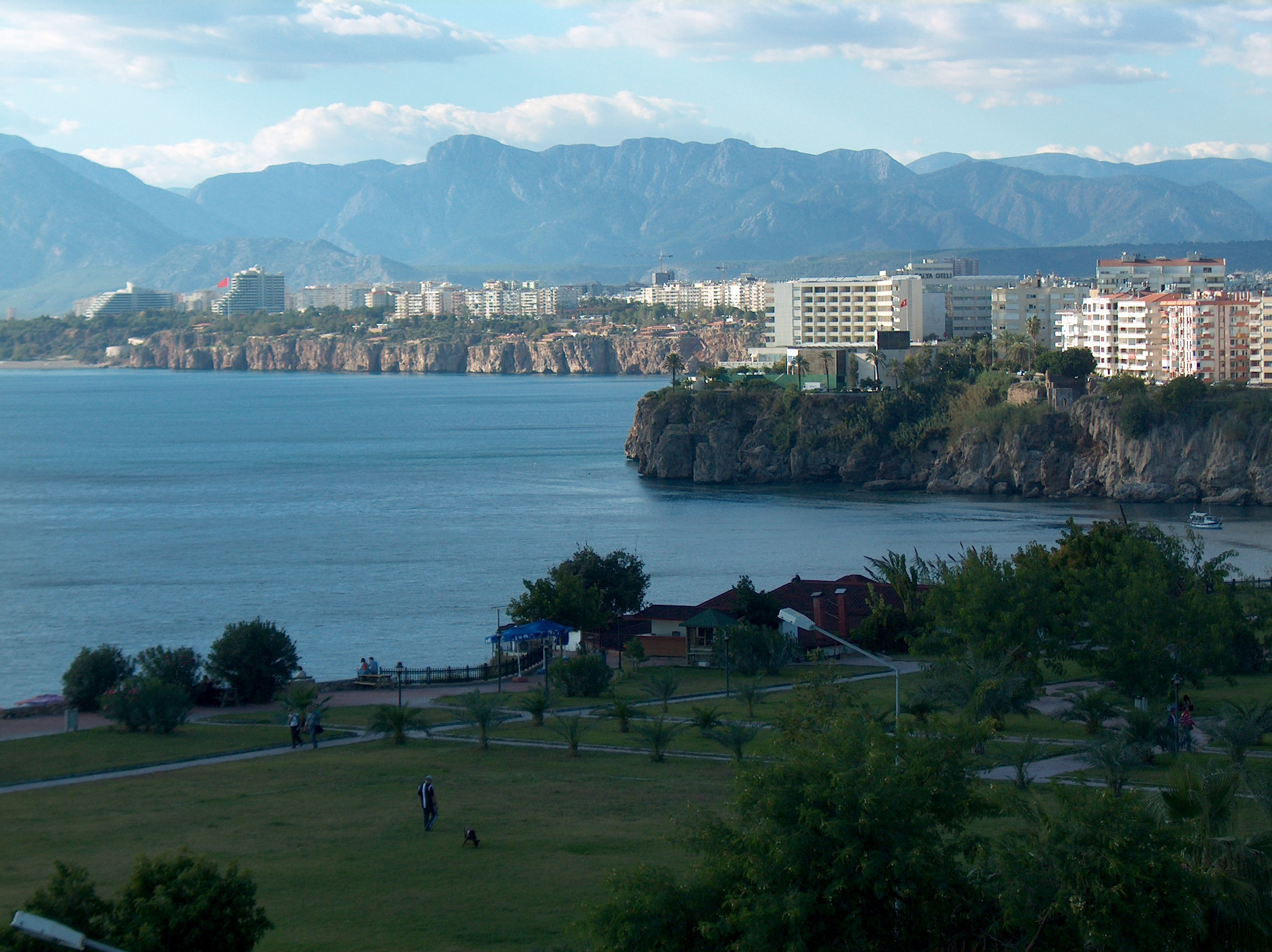
アンタルヤの町並み.

アンタルヤ、アンタリヤ（トルコ語: Antalya [anˈtalja]）は、トルコ南西部アンタルヤ県の県都と大都市自治体。かつてはアッタリア(Attalia)、アダリア(Adalia)などと呼ばれた。

## 概要
1970年代以降は観光都市としての投資が盛んである。トルコの「観光の首都」、世界の「野外博物館」と呼ばれる。アンタルヤはトルコのRivieraに位置するトルコ最大の国際的海浜保養地である。大規模な開発と政府の資金援助が観光を促進してきた。2019年には過去最高の1360万人の観光客がこの町を訪れた。

## 歴史

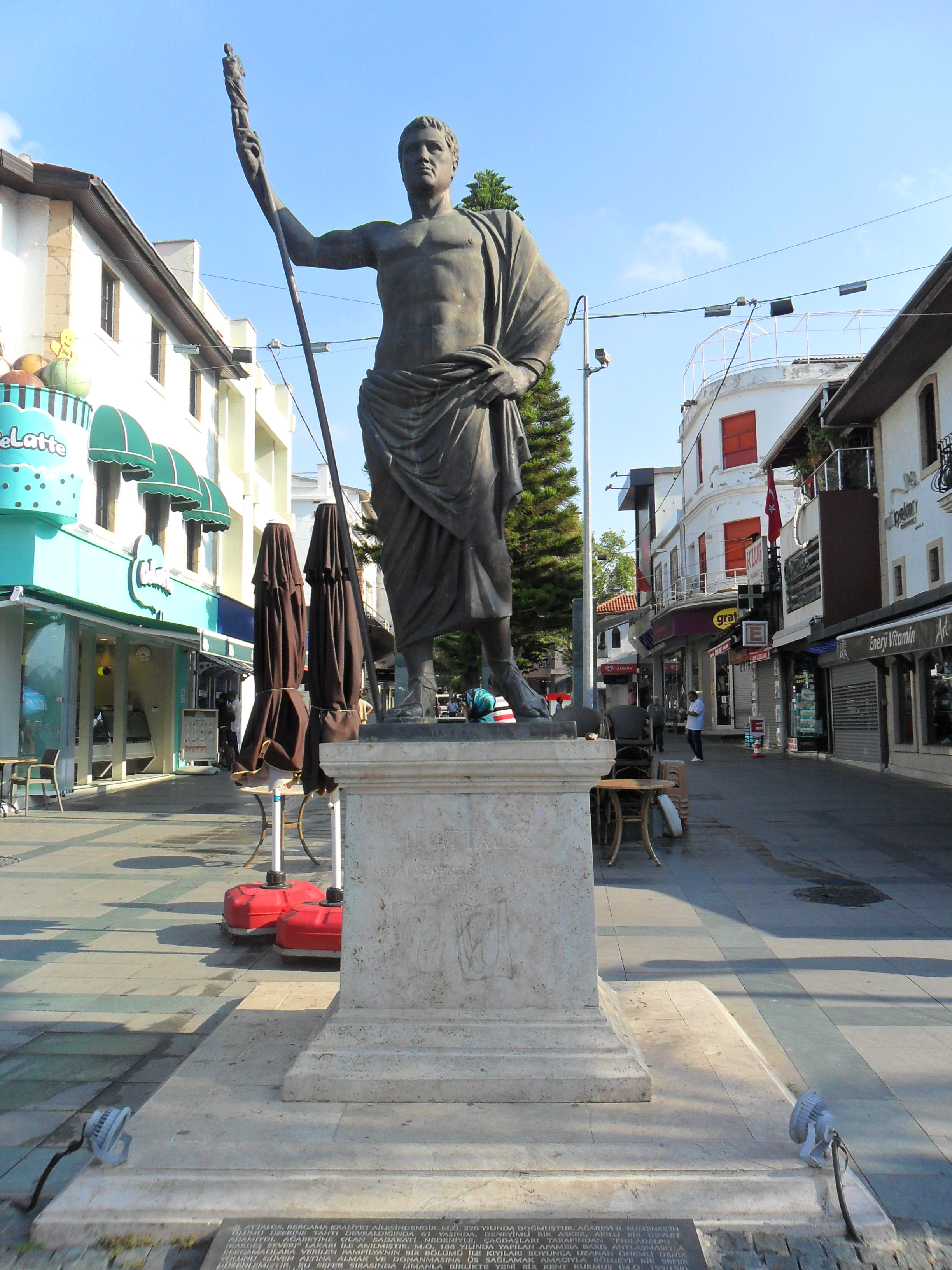
市内にあるアッタロス2世像

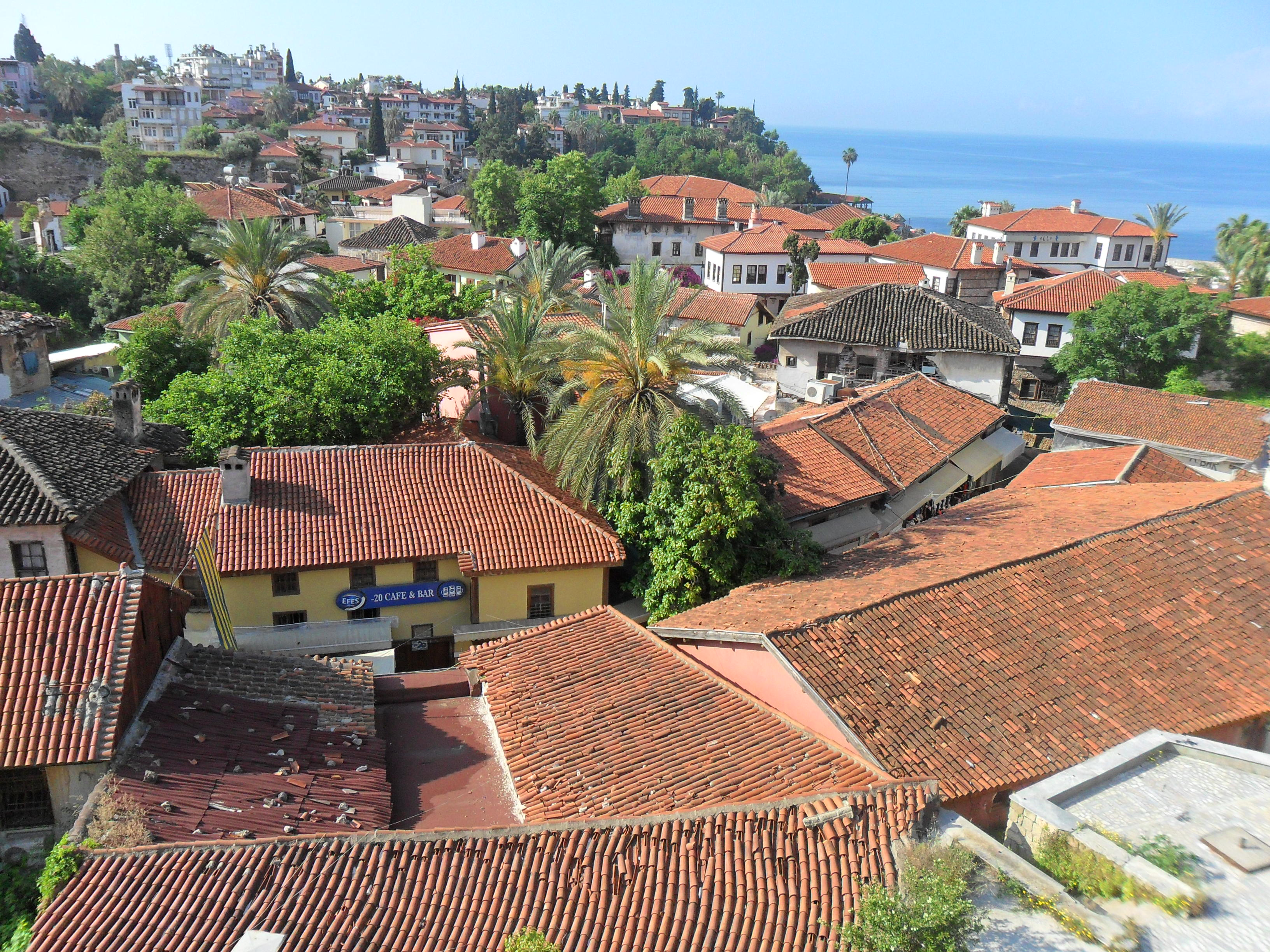
アンタルヤの歴史的中心地、カレイチからの眺め。

この地にいつから人々が定住したのかは定かではないが、ペルガモン王国のアッタロス2世がその強大な海軍の基地として紀元前150年にこの地を選びアッタリアと名づけた、と信じられている。一方で、2008年に行われた発掘の結果、紀元前3世紀の遺跡が発見された。アッタロス3世が死ぬと紀元前133年、この地は共和政ローマの版図に入った。この時期にアッタリアは繁栄を迎える。
2世紀、キリスト教がこの地に及び、使徒行伝に記されているようにパウロがアッタリアを訪れた。ビザンティン帝国の時代にテマが始まると、帝国の主要な都市の1つとなり、テマ・キビュライオタイのen:Karabisianoi（希: Καραβισιάνοι）に海軍の本部が置かれ小アジアとエーゲ海を管轄した。ヨハネス2世コムネノスの時代には海からでしか連絡できない孤立した前哨基地としてトルコ人に対峙せざるを得ない事態に陥ったが、その後、トルコ人を駆逐、陸路を回復した。
13世紀、セルジューク朝に征服され、その後、オスマン帝国の支配を受けるまで、アッタリアはテケ侯国の都となる。1335年からの5年間、イブン＝バットゥータはアッタリアを訪れている。またオスマン帝国の旅行家・エヴリヤ・チェレビ（Evliyâ Çelebi）も17世紀後半にアッタリアを旅し、狭い通りに家が隙間無く建て込んでいる様を記している。この頃、町は城壁を越えて広がり、港には200艘を越える船が係留されていた。
19世紀に入るとオスマン帝国の知事よりも地主が力を蓄えるようになり、それは近年まで続いた。20世紀になるとバルカン半島やカフカースからトルコ人が続々とアンタルヤに移り住み人口が急増した。1911年までに市の人口は25,000人を数えた。キリスト教徒やユダヤ人も移り住んできたが、彼らの住居は区切られた居住区に設けられた。アダリアと呼ばれたその時代は、町が乱雑に開発され、後退を示した時であった。アダリアを訪れる人々は城壁とその外の遊歩道を楽しみ、上流階級もまた城壁の外に居を構えた。
第一次世界大戦末期からアンタルヤはイタリア軍の占領を受けるが、1923年にトルコ共和国が発足し、駆逐した。
1993年にアンタルヤ市は大都市自治体に指定された。2004年に指定範囲が知事室の周囲半径30kmまでに拡大した。2012年の大都市自治体の指定範囲の拡大により、アンタルヤ県の全域とは同一の範囲となっている。
2022年2月24日に始まったロシアによるウクライナ侵攻ではトルコが仲介役となり、同年3月10日、アンタルヤでロシアのラブロフ外相とウクライナのクレバ外相による、侵攻後初の閣僚級会談が行われた。

## 地理
地中海（アンタルヤ湾）に面し、山に囲まれて切り立った海岸線を持つ。

## 気候
トロス山脈が北からの風を遮り冬でも暖かい地中海性気候である。夏は海陸風で極めて高温になることがある。
| アンタルヤの気候                                   | アンタルヤの気候 | アンタルヤの気候 | アンタルヤの気候 | アンタルヤの気候 | アンタルヤの気候 | アンタルヤの気候 | アンタルヤの気候 | アンタルヤの気候 | アンタルヤの気候 | アンタルヤの気候 | アンタルヤの気候 | アンタルヤの気候 | アンタルヤの気候 |
| 月                                                 | 1月              | 2月              | 3月              | 4月              | 5月              | 6月              | 7月              | 8月              | 9月              | 10月             | 11月             | 12月             | 年               |
| -------------------------------------------------- | ---------------- | ---------------- | ---------------- | ---------------- | ---------------- | ---------------- | ---------------- | ---------------- | ---------------- | ---------------- | ---------------- | ---------------- | ---------------- |
| 平均最高気温 °C （°F）                             | 14.9 (58.8)      | 15.4 (59.7)      | 17.7 (63.9)      | 21.2 (70.2)      | 25.4 (77.7)      | 30.5 (86.9)      | 33.8 (92.8)      | 33.7 (92.7)      | 30.9 (87.6)      | 26.4 (79.5)      | 21.2 (70.2)      | 16.7 (62.1)      | 21.9 (71.4)      |
| 平均最低気温 °C （°F）                             | 5.9 (42.6)       | 6.2 (43.2)       | 7.8 (46)         | 11.1 (52)        | 15.0 (59)        | 19.4 (66.9)      | 22.4 (72.3)      | 22.3 (72.1)      | 19.1 (66.4)      | 15.0 (59)        | 10.7 (51.3)      | 7.6 (45.7)       | 13.5 (56.3)      |
| 降水量 mm （inch）                                 | 232.4 (9.15)     | 160.7 (6.327)    | 96.8 (3.811)     | 46.2 (1.819)     | 30.0 (1.181)     | 9.6 (0.378)      | 2.2 (0.087)      | 2.5 (0.098)      | 12.3 (0.484)     | 67.7 (2.665)     | 131.9 (5.193)    | 263.3 (10.366)   | 1,055.6 (41.559) |
| 平均降水日数                                       | 13               | 11               | 9                | 6                | 5                | 3                | 1                | 1                | 2                | 6                | 8                | 12               | 77               |
| 出典：World Weather Information Service 2009-01-01 |                  |                  |                  |                  |                  |                  |                  |                  |                  |                  |                  |                  |                  |

## 経済
農産品として柑橘類、綿花、切り花、オリーブ、オリーブ・オイル、バナナが生産されている。アンタルヤ都市圏自治体の屋根付き食品卸売市場団地は、県内の生鮮果物と野菜の需要の65％を満たしている。
アンタルヤ・フリーゾーンは、トルコの近代ヨット建造の中心地とみなされている。

### 観光
- アンタルヤ県やムーラ県は「トルコリヴィエラ」と呼ばれ、世界的なリゾート地になっている。
- パンフィリアやキリキア観光の玄関口でもある。

## 交通
- 空港 − 市中心部より13km北東にアンタルヤ空港がある。増え続ける観光客を反映して地中海地方有数の空港に成長した。
- 市内交通 - アンタルヤ・トラム

## 教育
- Akdeniz University

## スポーツ

### サッカー
アンタルヤをホームとするサッカークラブがある。
- アンタルヤスポル

## 見所

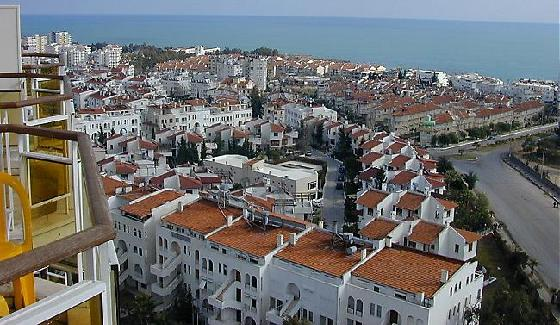

- 良質な柑橘類やオリーブオイルの産地でもある。
- ヨーロッパでも有数のサッカークラブのトレーニングキャンプ地であり、1月から3月の冬の期間は厳冬の国やバルカン半島の国から約1500チームが訪れる。過去には、日本のJリーグからジェフユナイテッド市原・千葉、サンフレッチェ広島および湘南ベルマーレがこの地でキャンプを行っている。
- 2014年にはオリエンテーリングのワールドカップも開催されている。

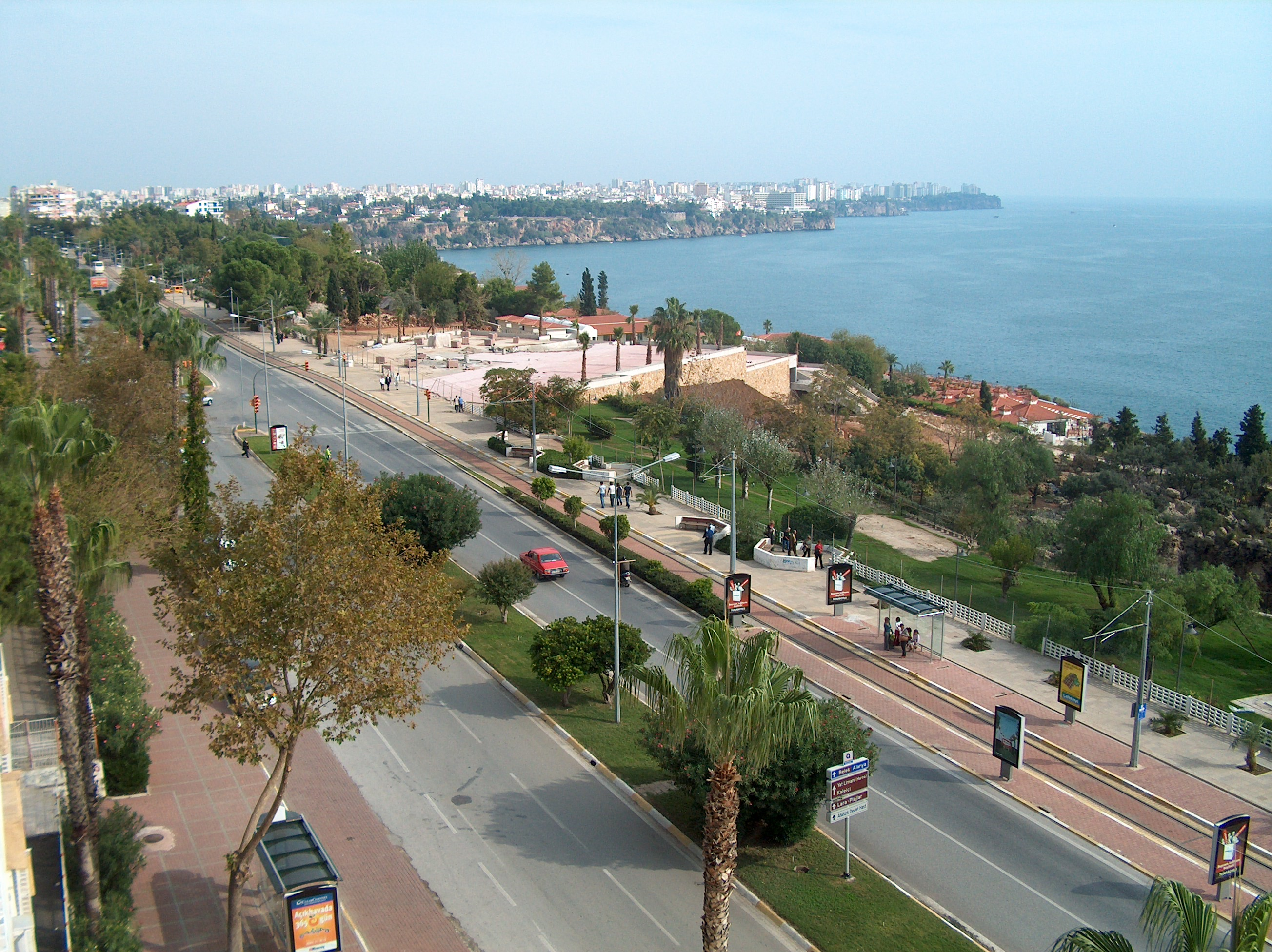

## アンタルヤ出身の人物
- リュシュテュ・レチベル：サッカー選手

## 姉妹都市
- オースティン、アメリカ合衆国
- バト・ヤム、イスラエル
- チェボクサル、ロシア
- ファマグスタ、キプロス
- 海口市、中国
- 全州市、大韓民国
- カザン、ロシア
- マルメ、スウェーデン
- モスタル、ボスニア・ヘルツェゴビナ
- ニュルンベルク、ドイツ
- ロストフ・ナ・ドヌ、ロシア
- タルディコルガン、カザフスタン